# Bonjour sourire!
Bonjour sourire! è un film del 1956 diretto da Claude Sautet.

## Trama
Nel principato di Monte Marino la principessa Aline è l'erede al trono. Il Primo Ministro vuole sposarla per diventare il re.